# 馬斯覺 (新南威爾斯州)
馬斯覺（英語：Mascot）是澳洲雪梨的內南市郊，距離雪梨中心商業區以南7公里，位於植物湾的西北側。馬斯科特是灣畔議會的行政中心之一，而有一小部分位於內西議會。馬斯科特混合了住宅區、商業區和工業區，除了雪梨機場位於該區外，澳洲航空和區域快線航空的總部，以及捷豹路虎、Kone等企業的辦公室皆位於該區，並有多間酒店。

## 交通
馬斯覺有多条公交线路，由Transdev John Holland和Transit Systems运营。主要公交线路有303路、306路、309路、310路和350路。其中，303路被悉尼市民吐槽为“最差劲公交”之一。
机场南线上有三个地铁车站服务于郊区。馬斯覺车站位于郊区的居住区和商业区，大都会货运铁路的分支穿过郊区。
悉尼机场位于此地。澳洲航空公司的总部位于馬斯覺的澳洲航空中心。这里也有一些机场旅馆或酒店。

## 人口
在2021年的人口普查中，馬斯覺的人口为21,591，其中35.1%出生在澳大利亚。最常见的出生国是中国11.4%，印度尼西亚9.8%，蒙古2.6%和印度2.6%。
大约37.9%的人在家里只说英语。其他在家使用的语言包括将近五分之一的华语（包括12.5%的普通话和4.2%的粤语）、8.3%的印尼语、3.8%的西班牙语和2.7%的希腊语。对于宗教，最常见的回答是无宗教(34.7%)和天主教(23.5%)。
在馬斯覺生活着大量中国留学生，街边也有很多中餐馆。
在被占用的私人住宅中，74.3%为公寓；21.0%为独立住宅；其余为半独立式、排屋或排屋、联排别墅等。